# Vicariato apostolico di Porto Said
Il vicariato apostolico di Porto Said (in latino Vicariatus Apostolicus Portusaidensis) è stato una sede della Chiesa cattolica. Fu soppresso il 30 novembre 1987.

## Territorio
Il vicariato apostolico comprendeva la regione del Canale di Suez e la penisola del Sinai, fino alla città di Aqaba.
Sede del vicariato era la città di Porto Said, dove fungeva da cattedrale la chiesa di Maria Regina del Mondo, fatta costruire dal vescovo Ange-Marie Hiral tra il 1932 e il 1934.

## Storia
Il vicariato apostolico del Canale di Suez (Vicariatus apostolicus Canalis Suesiis) fu eretto il 12 luglio 1926 con il breve apostolico Quae in exploratam di papa Pio XI, ricavandone il territorio dal vicariato apostolico dell'Egitto (oggi vicariato apostolico di Alessandria d'Egitto).
Il 27 gennaio 1951 assunse il nome di vicariato apostolico di Porto Said in forza del decreto Nuper Apostolicae Sedi della Congregazione per le Chiese orientali.
Dopo un ventennio di sede vacante, dal 1958 al 1978, fu unito in persona episcopi al vicariato apostolico di Alessandria d'Egitto e al vicariato apostolico di Eliopoli d'Egitto.
Il 30 novembre 1987 in forza del decreto Cum olim della Congregazione per le Chiese orientali il vicariato apostolico fu soppresso e il suo territorio fu unito a quello del vicariato apostolico di Alessandria d'Egitto.

## Cronotassi dei vescovi
- Victor Colomban Dreyer, O.F.M. † (11 marzo 1927 - 24 novembre 1928 nominato delegato apostolico in Indocina)
- Ange-Marie Hiral, O.F.M. † (10 aprile 1929 - 18 gennaio 1952 deceduto)
- René-Fernand-Bernardin Collin, O.F.M. † (18 gennaio 1952 succeduto - 21 dicembre 1958 nominato vescovo di Digne)
  - Sede vacante (1958-1978)
- Egidio Sampieri, O.F.M. † (29 aprile 1978 - 30 novembre 1987 cessato)

## Statistiche
La diocesi nel 1980 contava 375 battezzati.
| anno | popolazione | popolazione | popolazione | presbiteri | presbiteri | presbiteri | presbiteri                | diaconi | religiosi | religiosi | parrocchie |
| anno | battezzati  | totale      | %           | numero     | secolari   | regolari   | battezzati per presbitero | diaconi | uomini    | donne     | parrocchie |
| ---- | ----------- | ----------- | ----------- | ---------- | ---------- | ---------- | ------------------------- | ------- | --------- | --------- | ---------- |
| 1970 | 259         | 360.000     | 0,1         | 5          |            | 5          | 51                        |         | 7         | 35        | 5          |
| 1980 | 375         | ?           | ?           | 4          |            | 4          | 93                        |         | 8         | 37        | 3          |